# Sergio Ferrero
Sergio Ferrero (Torino, 21 dicembre 1926 – Lezzeno, 12 agosto 2008) è stato uno scrittore italiano.

## Premi letterari
- 1971, premio L'Inedito, finalista del premio Premio Strega.
- 1987, Premio Selezione Campiello[1]
- 1993, Premio Comisso.[2]
- 1996, premio Premio Bagutta.
- 2000, Premio Selezione Campiello[1]
- 2001, è stato finalista del Premio Bergamo.[3]

## Opere

### Romanzi
- Gloria, Arnoldo Mondadori Editore 1966
- Il giuoco sul ponte, Arnoldo Mondadori Editore 1971
- A moscacieca, Longanesi 1985
- La valigia vuota, Longanesi 1987
- Nell'ombra, Mondadori 1989
- Il ritratto della Gioconda, Rizzoli 1993
- Gli occhi del padre, Mondadori 1996
- Le farfalle di Voltaire, Mondadori 2000

### Raccolte di Racconti
- Il cancello nero, Mondadori 2003

### Altri
- Ponina. Gli anni di Como, NodoLibri 1992
- Scaffale basso. Letture per ragazzi 2009
- Operazione Canarino 2010